# Guadalupe Mountains
Guadalupe Mountains je pohoří na jihu Nového Mexika a v jihozápadní části Texasu, ve Spojených státech amerických. Nejvyšší horou pohoří je s nadmořskou výškou 2 667 metrů Guadalupe Peak,
který je zároveň i nejvyšší horou celého Texasu.
Oblast je prohlášená za Národní park Guadalupe Mountains, kde jsou zachovány významné permské vápencové fosilní útvary.
Současně se zde také nachází Národní park Carlsbad Caverns.

## Geografie
Horské pásmo se rozkládá od severozápadu k jihovýchodu v délce okolo 100 km, šířku má přibližně 30 km. Guadelupe Mountains vystupuje z okolní Čivavské pouště, severně leží pohoří Sacramento Mountains, severovýchodně tabulová plošina Llano Estacado, jižně pohoří Davis Mountains. 
V západní části vystupuje pohoří ze solných plání Salt Basin příkrou stěnou s výškou okolo 1 600 metrů. Na východním úpatí pohoří se nachází největší komplex jeskyní ve Spojených státech, Carlsbad Caverns.